# Kentucky Derby 1932
Kentucky Derby 1932 var den femtioåttonde upplagan av Kentucky Derby. Löpet reds den 7 maj 1932 över 1 1⁄4 miles (2 012 m). Löpet vanns av Burgoo King som reds av Eugene James och tränades av Herbert J. Thompson.
Förstapriset i löpet var 52 350 dollar. 20 hästar deltog i löpet.

## Resultat
| P  | S  | Häst            | Jockey             | Tränare              | Ägare                 | Tid     |
| -- | -- | --------------- | ------------------ | -------------------- | --------------------- | ------- |
| 1  | 13 | Burgoo King     | Eugene James       | Herbert J. Thompson  | Edward R. Bradley     | 2:05.20 |
| 2  | 10 | Economic        | Francis Horn       | Clarence Buxton      | Jerome H. Louchheim   |         |
| 3  | 4  | Stepenfetchit   | Lavelle Ensor      | James W. Healy       | Liz Whitney           |         |
| 4  | 11 | Brandon Mint    | George Ellis       | Frank M. Bray        | Brandon Stable        |         |
| 5  | 5  | Over Time       | Earl Sande         | James W. Healy       | Liz Whitney           |         |
| 6  | 6  | Tick On         | Pete Walls         | Max Hirsch           | Loma Stable           |         |
| 7  | 3  | Our Fancy       | Charles E. Allen   | Charles H. Trotter   | Jerome B. Respess     |         |
| 8  | 19 | Gallant Sir     | George Woolf       | Elwood L. Fitzgerald | Northway Stable       |         |
| 9  | 8  | Hoops           | R. Fischer         | Claude Hunt          | William F. Knebelkamp |         |
| 10 | 12 | Cold Check      | Willie Garner      | Willie Crump         | James W. Parrish      |         |
| 11 | 7  | Adobe Post      | Charles Landolt    | C. E. Gross          | Knebelkamp & Morris   |         |
| 12 | 1  | Crystal Prince  | Charles Corbett    | Raymond White        | P. C. Thompson        |         |
| 13 | 2  | Oscillation     | Evan Neal          | William H. Buckner   | Longride Stable       |         |
| 14 | 17 | Prince Hotspur  | Arthur Anderson    | Nathaniel K. Beal    | Joseph Leiter Estate  |         |
| 15 | 14 | Cee Tee         | Clarence McCrossen | Clyde Van Dusen      | Dixiana               |         |
| 16 | 20 | Cathop          | Lester Pichon      | J. Thomas Taylor     | R. M. Eastman         |         |
| 17 | 16 | Lucky Tom       | Anthony Pascuma    | Henry C. Riddle      | J. J. Robinson        |         |
| 18 | 9  | Thistle Ace     | Gilbert Elston     | Thomas Sanford       | George Collins        |         |
| 19 | 18 | Brother Joe     | Laverne Fator      | Herbert J. Thompson  | Edward R. Bradley     |         |
| 20 | 15 | Liberty Limited | Mack Garner        | John F. Schorr       | Three D's Stock Farm  |         |